# (5052) Nancyruth
(5052) Nancyruth es un asteroide perteneciente al cinturón de asteroides, descubierto el 23 de octubre de 1984 por Carolyn Shoemaker y por su esposo que también era astrónomo Eugene Shoemaker desde el Observatorio del Monte Palomar, Estados Unidos.

## Designación y nombre
Designado provisionalmente como 1984 UT3. Fue nombrado Nancyruth en honor a Nancy R. Lebofsky, de la Universidad de Arizona, autora de los programas educativos de índole astronómico "ARTIST" y "ACCCESS".

## Características orbitales
Nancyruth está situado a una distancia media del Sol de 2,258 ua, pudiendo alejarse hasta 2,702 ua y acercarse hasta 1,815 ua. Su excentricidad es 0,196 y la inclinación orbital 5,755 grados. Emplea 1239,81 días en completar una órbita alrededor del Sol.

## Características físicas
La magnitud absoluta de Nancyruth es 14,5. Tiene 4,583 km de diámetro y su albedo se estima en 0,193.